# Betelgeuse
Betelgeuse (AFI: /betelˈʤɛuze/, dall'arabo يد الجوزاء‎?, Yad al-Jawzā’, "la mano di al-Jawzā’"; α Ori / α Orionis / Alfa Orionis) è la seconda stella più luminosa della costellazione di Orione, dopo Rigel, e mediamente la decima più brillante del cielo notturno vista a occhio nudo, data la sua magnitudine apparente fissata sul valore medio di +0,58. È uno dei vertici dell'asterismo del Triangolo invernale, assieme a Sirio e Procione.
Betelgeuse è una supergigante rossa di classe spettrale M1-2 Iab, ovvero una stella in una fase già piuttosto avanzata della sua evoluzione, che mostra episodi di variabilità dovuti a pulsazioni quasi regolari dell'astro con un periodo tra i 2070 e i 2355 giorni. La sua distanza dalla Terra era tradizionalmente stimata sui 427 anni luce (a.l.), ma nuove misurazioni della parallasse compiute nel XXI secolo hanno suggerito un valore maggiore, pari a circa 600-640 a.l.; sulla base di questo nuovo calcolo è stato necessario aggiornare buona parte dei suoi parametri stellari, in particolare il raggio. Il diametro angolare misurato dalla Terra suggerisce, da questa distanza, che Betelgeuse sia una stella di dimensioni colossali, addirittura una fra le più grandi conosciute. Il suo raggio misurerebbe in media 4 UA, pari a circa 800 volte il raggio solare, tanto è che se fosse posizionata al centro del sistema solare le sue dimensioni quasi ingloberebbero l'orbita di Giove.
Data la grande superficie radiante, Betelgeuse possiede anche una forte luminosità, oltre 135 000 volte quella della nostra stella, che la rende anche una tra le stelle più luminose in assoluto. Tuttavia questa luminosità non è imputabile esclusivamente alla vasta superficie; per questa ragione gli astronomi propendono a ritenere che la stella possieda una massa elevata, pari a 15-20 volte quella del Sole. Pertanto è possibile che la stella concluderà la sua esistenza esplodendo in una supernova.
Alcune indagini condotte nella seconda metà degli anni ottanta del XX secolo suggerivano l'eventualità che Betelgeuse fosse un sistema multiplo, costituito almeno da tre componenti, ma successive osservazioni non hanno confermato quest'ipotesi. Nel luglio 2025 però, un team di astrofisici capeggiato da Steve Howell, ha annunciato la scoperta d'una stella compagna, risolta con il telescopio Gemini North alle Hawaii tramite speckle imaging. Questa stella è molto più debole della stella principale, ha una raggio 1,5 volte quello del Sole e orbita attorno a quest'ultima a circa 4 UA, inoltre, essendo meno massiccia della supergigante rossa è evoluta molto più lentamente e si trova ancora nello stadio di pre-sequenza principale.
Il nome Betelgeuse deriva dall'arabo يد الجوزاء Yad al-Jawzāʾ, "la mano di al-Jawzāʾ (Gigante)", corrotto  poi, a seguito di un errore di traslitterazione in epoca medievale, in بد الجوزاء Bad al-Jawzāʾ (più propriamente ابط الجوزاء Ibţ al-Jawzāʾ), assumendo il significato riconosciuto di "l'ascella" o "la spalla del Gigante".

## Osservazione

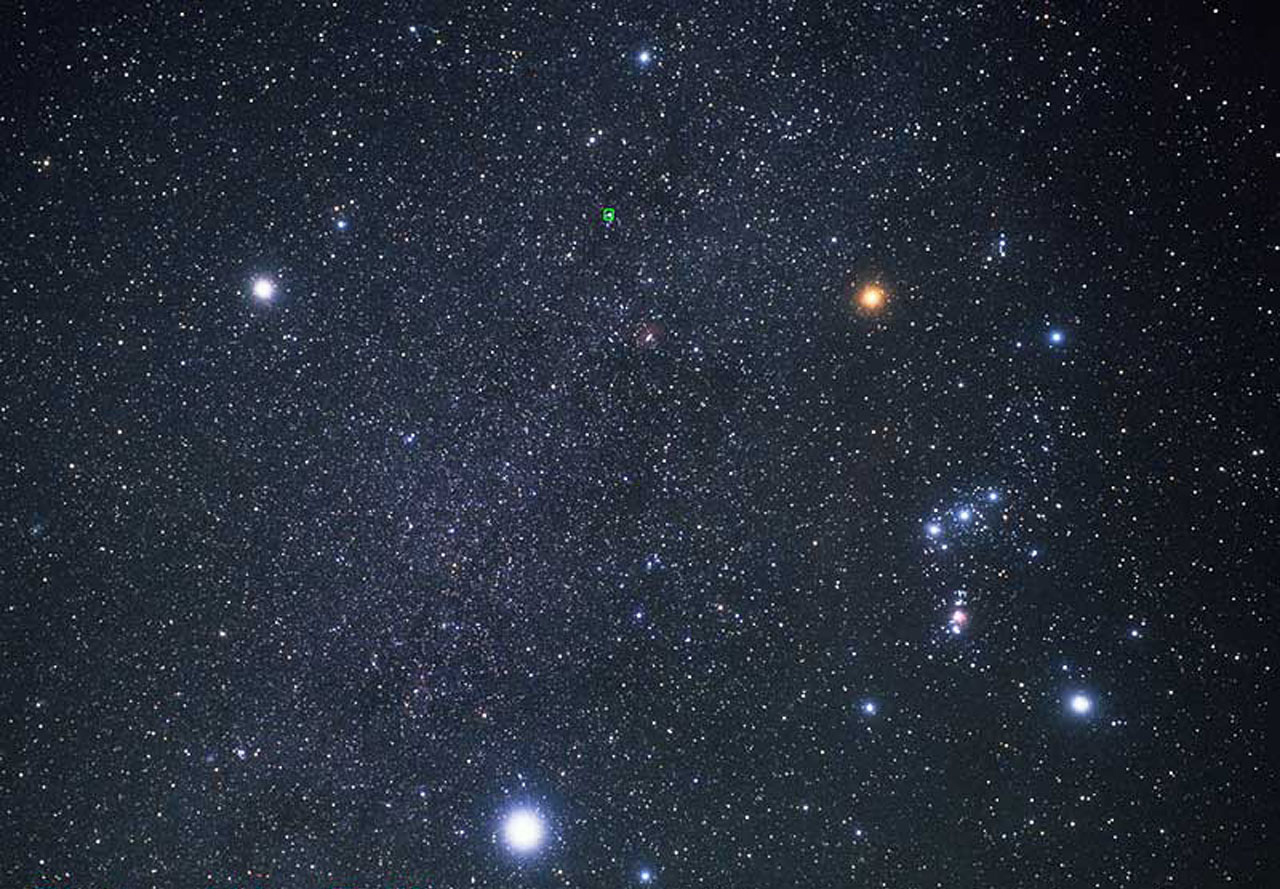
L'asterismo del Triangolo invernale; le stelle costituenti sono, a partire dal basso in senso orario: Sirio (α CMa), Procione e Betelgeuse, incastonata nell'inconfondibile figura di Orione.

Betelgeuse è una stella dell'emisfero boreale, infatti possiede una declinazione di +7° 24', ma è comunque abbastanza vicina all'equatore celeste da risultare osservabile da tutte le aree della Terra, a eccezione della parte più interna del continente antartico; a nord invece la stella appare circumpolare ben oltre il circolo polare artico.
Si può distinguere Betelgeuse facilmente anche dalle grandi città: infatti è la decima stella più brillante del cielo se vista a occhio nudo, la nona considerando singolarmente le componenti dei sistemi multipli; inoltre fa parte dell'inconfondibile costellazione di Orione, di cui costituisce il vertice nord-orientale, e spicca rispetto alle altre per il suo colore arancione intenso che contrasta con l'azzurro tipico delle altre stelle luminose di quest'area di cielo. Costituisce inoltre il vertice nord-occidentale del grande e brillante asterismo del Triangolo invernale. Betelgeuse inizia a scorgersi bassa sull'orizzonte orientale nelle serate tardo-autunnali di inizio dicembre ed è durante i mesi di gennaio e febbraio che l'astro domina il cielo notturno, essendo la stella di colore rosso vivo più brillante dell'inverno. Il mese di maggio invece la vede tramontare definitivamente sotto l'orizzonte ovest, tra le luci del crepuscolo; torna a essere visibile a est, poco prima dell'alba, nel mese di agosto.
Betelgeuse appare come la seconda stella più luminosa della costellazione alla quale appartiene: la sua magnitudine media è di +0,58; Rigel (β Ori), la stella più brillante di Orione, posta nel vertice sud-occidentale della costellazione, in posizione diametralmente opposta a Betelgeuse, è di magnitudine +0,12. Betelgeuse, Rigel e Deneb (α Cyg) sono le più distanti fra tutte le stelle di prima magnitudine, che in totale sono circa una ventina nel cielo notturno: Betelgeuse si trova a circa 640 anni luce dalla Terra, segno questo che anche la sua reale luminosità è molto elevata.
La sua escursione di luminosità, apprezzabile solo nell'arco di alcuni anni, è percepibile quando si raffronta la sua brillantezza con quella delle stelle vicine più luminose: al momento della minima luminosità, la sua magnitudine raggiunge un valore di +1,2, diventando simile in brillantezza a Polluce (β Gem), di magnitudine +1,15, e poco più luminosa della vicina Bellatrix (γ Ori), la spalla destra di Orione, di magnitudine +1,64.; nella fase di massimo invece sale fino a una magnitudine di +0,3, paragonabile a quella della biancastra Procione (α CMi) e molto simile a quella di Rigel.

## Storia delle osservazioni
La stella è ben conosciuta sin dall'antichità, data la sua grande luminosità e il suo caratteristico colore arancione-rossastro. Nel 1982 un gruppo di archeologi scoprì in Cina una serie di relazioni astronomiche, intitolate Shi Chi e redatte da un certo Sima Qian nel I secolo, che descrivevano la stella come un astro dal tipico colore bianco-giallastro. Tuttavia già Claudio Tolomeo, nel suo Almagesto risalente alla metà del secolo successivo, la descriveva come una stella tipicamente rossa, assieme a Sirio – sul cui colore bianco-azzurro molto intenso hanno dibattuto numerosi studiosi–, ad Antares (α Sco), ad Aldebaran (α Tau), ad Arturo (α Boo) e a Polluce, tutte effettivamente di un colore che va dall'arancione al rosso intenso. L'astrofisico cinese Fang Lizhi, dando credito allo scritto del I secolo, ipotizzò che la stella potesse essersi evoluta in supergigante rossa in questo lasso di tempo; ma la teoria ebbe poco seguito in quanto sembrava contraddire i modelli sull'evoluzione stellare, secondo cui la transizione avviene in un arco temporale molto più lungo. È possibile che questo cambiamento di colore della stella, da rosso a giallo-bianco, sia dovuto all'espulsione di uno strato superficiale di polveri e gas.

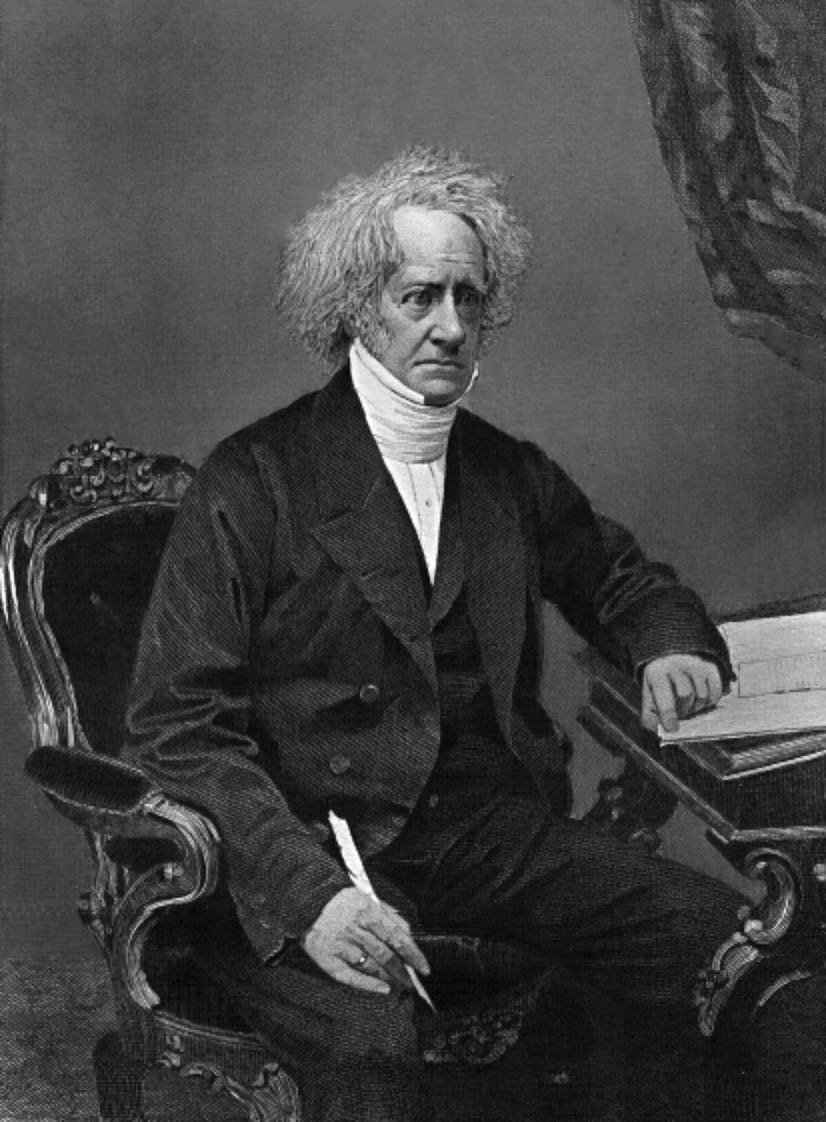
John Herschel, che scoprì la variabilità della stella nel 1831.

La variabilità della stella è stata scoperta nel 1836 da John Herschel che la descrisse per la prima volta in uno scritto, pubblicato nel 1849, dal titolo Outlines of Astronomy, in cui trattò dell'aumento e della diminuzione di luminosità dell'astro nel periodo compreso tra il 1836 e il 1840. Figlio dell'astronomo anglo-tedesco William Herschel, egli notò nel 1849 che il ciclo di variabilità era divenuto più breve, caratterizzato da picchi più alti di luminosità in cui la magnitudine apparente della stella arrivava a rivaleggiare con quella di Rigel, come avvenne nel massimo del 1852. Ed è proprio a questo arco di tempo che si riferisce il suo commento:
(John Herschel, dicembre 1852)
il che induce a ritenere che in quel periodo Betelgeuse dovesse superare la luminosità di Capella (magn. 0,08) e, presumibilmente, anche di Arturo (magn. −0,04).
Le osservazioni compiute nel resto del XIX secolo e durante tutto il XX secolo hanno permesso di registrare dei massimi insolitamente alti, con un intervallo di pochi anni, cui fanno eccezione gli anni compresi tra il 1957 e il 1967 in cui si sono registrate solo piccole variazioni.
Nel 1919 Albert Michelson e Francis Pease montarono un interferometro, inventato da Michelson, sul telescopio da 2,5 metri dell'Osservatorio di Monte Wilson. Michelson compì una serie di misurazioni del diametro angolare della stella, ottenendo una misura pari a 0,044 secondi d'arco ("). Mettendo in relazione la misura con il valore allora noto della parallasse, 0,018", fu possibile stimare il raggio della stella, che risultava avere un valore di 3,84 × 108 km; il valore però era affetto da una cospicua incertezza, soprattutto per quanto riguardava l'effettivo oscuramento al bordo, molto accentuato, ed eventuali errori durante la misurazione stessa. Osservazioni condotte più recentemente alle lunghezze d'onda del visibile mostrano che in realtà il raggio di Betelgeuse varia tra 0,0568" e 0,0592".
Nel 1975 l'utilizzo della tecnica dell'interferometria a macchie consentì agli astronomi di scoprire la presenza di formazioni attive, presumibilmente analoghe alle macchie solari, sulla superficie della stella; Betelgeuse divenne quindi la prima stella, oltre al Sole, sulla cui superficie sia stata accertata la presenza di macchie fotosferiche.
Nella seconda metà degli anni ottanta è stata ipotizzata, a seguito di alcune osservazioni interferometriche, la presenza di eventuali compagni stellari attorno a Betelgeuse, ma successivi studi non hanno confermato pienamente il tutto.
La stella divenne, verso la fine degli anni ottanta e l'inizio degli anni novanta, oggetto di osservazioni nel visibile e nell'infrarosso grazie alla nuova tecnica dell'interferometria con maschera d'apertura, che rivelò sulla superficie della stella la presenza di formazioni luminose, definite in seguito hot spots (punti caldi), che si riteneva fossero dovute a moti convettivi in prossimità della superficie stellare; si tratta delle primissime immagini della superficie di una stella diversa dal Sole. Nel 1995 la Faint Object Camera del Telescopio spaziale Hubble fu puntata in direzione della stella per catturarne delle immagini agli ultravioletti ad alta risoluzione; venne così ottenuta la prima immagine ad alta risoluzione del disco di una stella esterna al sistema solare: il grado di dettaglio di quest'immagine agli ultravioletti non può essere raggiunto con nessun telescopio di terra. L'immagine mostra una macchia brillante indicante una regione a temperatura più alta, nella parte sudoccidentale della superficie stellare; le osservazioni visive hanno mostrato che l'asse di rotazione di Betelgeuse ha un'inclinazione di circa 20° rispetto alla direzione della Terra e un angolo di posizione di circa 55°. Si è dunque ipotizzato che il punto caldo osservato nell'immagine ultravioletta potesse coincidere con una delle regioni polari della stella.

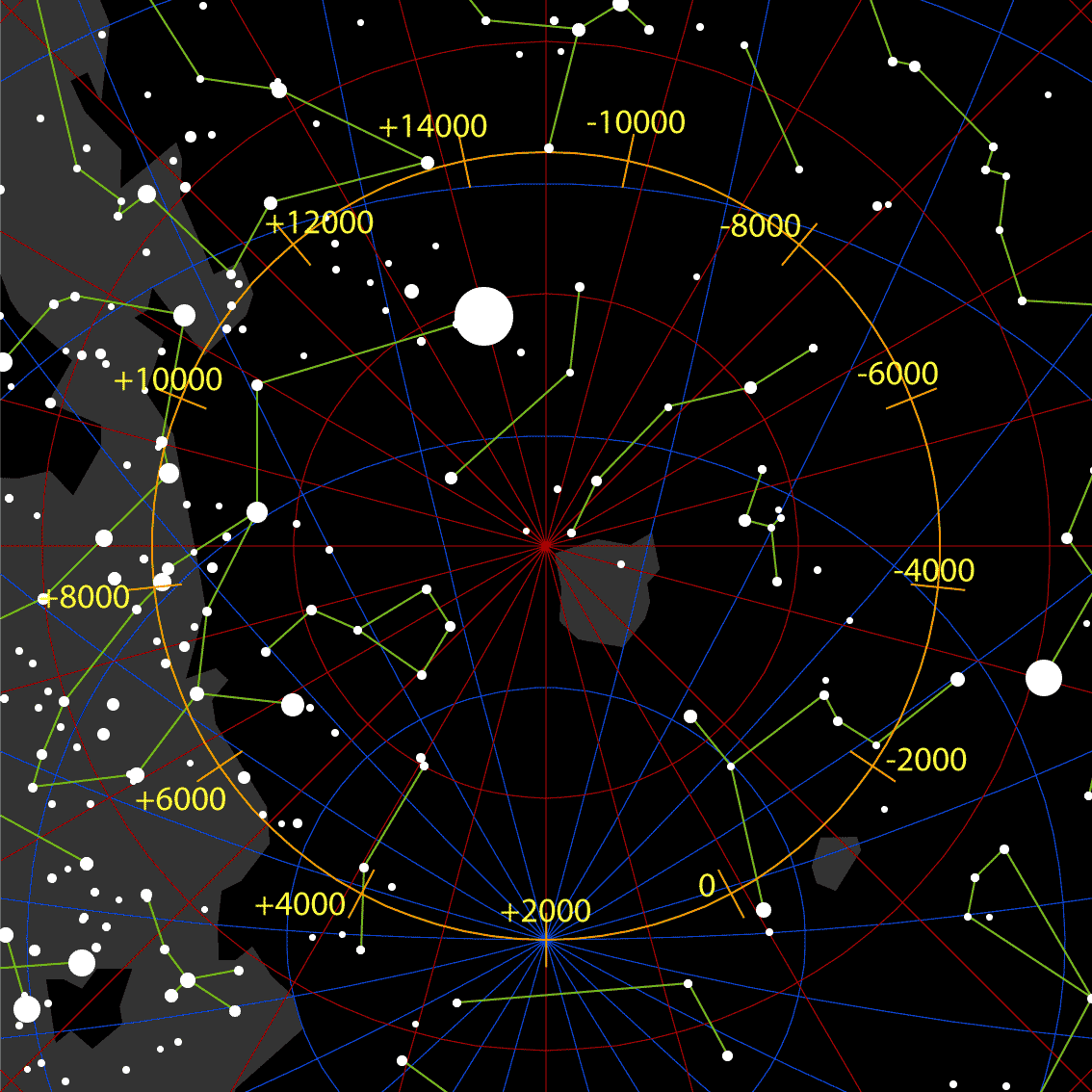
Il moto precessionale del polo sud celeste. La stella luminosa in alto è Canopo: quando il polo sud vi si avvicina, Betelgeuse assume una declinazione fortemente australe.

Nell'ottobre del 2019, Betelgeuse iniziò a diminuire rapidamente la sua luminosità, probabilmente a causa di una nube di polveri espulse che la circondano; a metà febbraio del 2020 la sua magnitudine era diminuita da 0,5 a 1,77, tuttavia proprio in quel periodo la diminuzione della luminosità cessò e verso la fine di febbraio tornò poco a poco ad aumentare di nuovo al ritmo di 0,02 magnitudini al giorno, che l'avrebbe riportata nei mesi successivi alla sua brillantezza iniziale.

## Betelgeuse nelle epoche precessionali
A causa del fenomeno della precessione degli equinozi, le coordinate di Betelgeuse variano sensibilmente col trascorrere del tempo. L'ascensione retta di Betelgeuse è pari a 5h 55m, ossia estremamente prossima alle 6h, che corrisponde al punto più settentrionale che l'eclittica raggiunge a nord dell'equatore celeste e dunque segna anche il punto più settentrionale che un oggetto celeste, che si trova presso di essa, può raggiungere. Dunque Betelgeuse si trova alla sua declinazione più settentrionale, che corrisponde a circa +7°.
Nell'epoca precessionale opposta alla nostra, avvenuta circa 13 000 anni fa, Betelgeuse aveva una coordinata di ascensione retta pari a 18h, che corrisponde alla declinazione più meridionale che un oggetto può raggiungere; sottraendo ai +7° attuali un valore di 47°, pari al doppio dell'angolo di inclinazione dell'asse terrestre, si ottiene la declinazione di −40°. Questo significa che 13 000 anni fa Betelgeuse era una stella piuttosto meridionale e poteva essere osservata solo a sud del 50º parallelo nord. Dunque, per buona parte dell'epoca precessionale completa, Betelgeuse non sarebbe osservabile da molte regioni dell'emisfero boreale. A questo movimento sarebbe poi da aggiungere il moto proprio della stella, che però ha effetti minimi sulla sua posizione apparente, data la grande distanza.
Betelgeuse ha raggiunto la massima declinazione nord, assieme a quasi tutta la costellazione di Orione, che si trova ora a cavallo dell'equatore celeste. Tra circa 5 000 anni, l'intera figura di Orione, compresa Betelgeuse, si troverà interamente nell'emisfero australe.

## Ambiente galattico e distanza
La maggior parte delle stelle della costellazione di Orione appartiene a un'associazione stellare, l'associazione Orion OB1, di cui fanno parte quasi tutte le stelle blu visibili nella costellazione, in particolar modo quelle che costituiscono la Cintura e la Spada, che si trova in stretta associazione con il vasto complesso di nubi molecolari giganti noto come complesso di Orione. L'associazione si suddivide in quattro sottoassociazioni di stelle OB di differenti età, dalle più giovani fino a quelle più antiche, formatesi a partire da 10 milioni di anni fa.

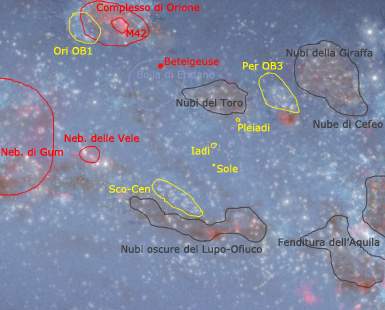
Dettaglio del braccio di Orione che mostra la posizione del Sole (al centro), di Betelgeuse (in alto) e di alcune strutture galattiche.

Betelgeuse si trova all'incirca a metà strada tra questa struttura (da cui dista circa 200 pc, ~ 650 anni luce) e il sistema solare da cui dista circa 600-640 anni luce. Per lungo tempo la distanza della stella, calcolata mediante il metodo della parallasse, era stimata intorno ai 427 anni luce; tuttavia una nuova misurazione della parallasse, compiuta tramite il satellite Hipparcos e le osservazioni condotte nel visibile e nel continuum radio dal Very Large Array (VLA), colloca la stella alla distanza ritenuta più plausibile; tuttavia la misura è affetta ancora da una certa incertezza, per via delle caratteristiche intrinseche della stella che rendono difficoltosa la misurazione della parallasse, che ammette un intervallo di distanze compreso tra 595 e 790 a.l.
Il moto proprio della stella rispetto al mezzo interstellare circostante è pari a circa 30 km/s ed è rivolto a NE, verso la vicina costellazione dei Gemelli, in direzione del piano galattico. Questo alto valore di moto proprio, associato a valori altrettanto elevati di velocità radiale, rende Betelgeuse una stella moderatamente run-away; questi valori sono simili a quelli delle stelle che costituiscono il raggruppamento di 25 Orionis, situato nella sottoassociazione Orion OB1a. Le proiezioni del moto della stella a ritroso nel tempo hanno mostrato che la stella non avrebbe mai avuto alcune relazioni con l'associazione OB e che anzi si sarebbe originata in una regione di spazio al di fuori del disco galattico; tuttavia quest'ipotesi non è stata presa in considerazione, dal momento che le regioni di formazione stellare si trovano fondamentalmente nei pressi del piano della Galassia. Gli astronomi hanno formulato una seconda ipotesi, secondo cui la stella si sia formata o in un'associazione, oggi estinta, che si trovava a SE di OB1a, oppure, considerando anche l'età stimata per Betelgeuse pari a circa 10 milioni di anni e coincidente con l'età stimata per l'associazione, che la stella si sia formata nei pressi dell'associazione, ma che abbia subito due accelerazioni gravitazionali che l'hanno portata nell'attuale posizione: una prima che l'avrebbe spostata dalla regione di formazione a circa 200 pc dal sistema solare e una seconda, avvenuta circa un milione di anni fa, responsabile dell'attuale moto proprio. Questa seconda accelerazione sarebbe stata causata dall'esplosione, nella regione compresa tra l'associazione e la vicina bolla di Eridano, di una o più supernovae, le cui onde d'urto avrebbero modificato il moto di rivoluzione dell'astro attorno al centro galattico in un moto lineare.
Betelgeuse e il complesso si trovano all'interno della Via Lattea e precisamente nel Braccio di Orione, un braccio galattico secondario posto tra il Braccio di Perseo e il Braccio del Sagittario al cui interno è situato anche il nostro sistema solare; i due bracci sono separati da circa 6500 anni luce di distanza.

## Caratteristiche
Betelgeuse è una stella di particolare interesse per gli astronomi: infatti è la terza stella per diametro angolare apparente visto dalla Terra, dopo il Sole ed R Doradus, una gigante rossa più piccola di Betelgeuse che appare più grande solo in virtù della sua minor distanza dal sistema solare. Inoltre è una delle poche stelle che i telescopi, sia di terra sia spaziali, sono riusciti a risolvere come un disco e non solamente come un punto luminoso.

### Dimensioni, luminosità e massa

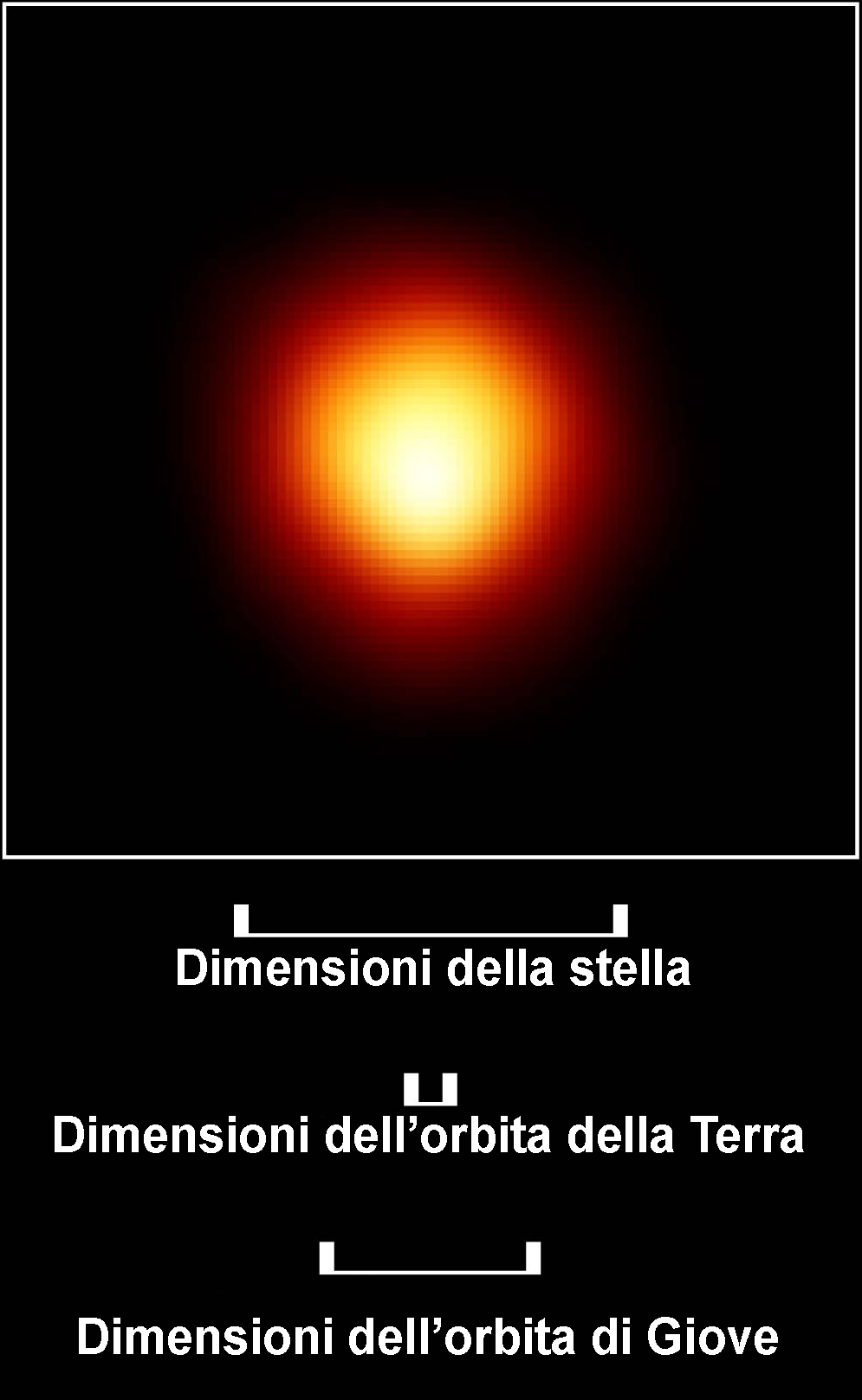
Immagine di Betelgeuse nell'ultravioletto ripresa dal Telescopio spaziale Hubble e in seguito digitalizzata dalla NASA. Il punto luminoso dell'immagine, uno dei cosiddetti punti caldi, sarebbe presumibilmente uno dei poli della stella.

Betelgeuse è stata una delle prime stelle il cui diametro sia stato misurato tramite l'utilizzo di tecniche interferometriche, come l'interferometria a macchie e l'interferometria a maschera d'apertura, che hanno permesso di determinarne il diametro angolare apparente: 59,2 mas (milliarcosecondi) nel visibile, 54,7 ± 0,3 mas nell'infrarosso. La discrepanza di quasi cinque millisecondi d'arco è dovuta al fatto che l'osservazione nell'infrarosso non prende in considerazione ogni eventuale contributo luminoso causato dai punti caldi, che appaiono meno apprezzabili a queste lunghezze d'onda, e abbatte in maniera considerevole gli effetti dell'oscuramento al bordo; ed è proprio l'accentuato oscuramento al bordo della stella, associato al fatto che la stella stessa come tutte le supergiganti rosse non possiede un bordo ben definito, a rendere estremamente difficoltoso definire con esatta precisione le dimensioni della stella.
La combinazione di questo dato con la distanza dell'astro, stimata in circa 600 anni luce, consente di determinare con una certa approssimazione il raggio effettivo della stella che sarebbe compreso mediamente tra le 700 e le 1000 volte quello solare, corrispondenti a 4 unità astronomiche (UA). Queste dimensioni rendono Betelgeuse una delle stelle più grandi conosciute: se la stella si trovasse al posto del Sole la sua superficie si addentrerebbe nella fascia principale degli asteroidi, arrivando secondo, le stime più alte, a inglobare quasi l'orbita di Giove.
Le grandi dimensioni sono anche, in parte, all'origine dell'elevata luminosità della stella, che nel visibile è circa 9400 volte la luminosità solare; combinando questo valore con la distanza, si ottiene una magnitudine assoluta pari a −5,14. Tuttavia, se si tiene in considerazione l'emissione alle altre lunghezze d'onda dello spettro elettromagnetico, in particolare nell'infrarosso, la stella raggiunge una luminosità nettamente superiore, oltre 135 000 volte quella del Sole; ciò la rende una tra le stelle più luminose conosciute. La ragione di questa grande emissione nell'infrarosso è dovuta alla bassa temperatura superficiale (circa 3500 K) che, in conformità con la legge di Wien, fa sì che il picco dell'emissione luminosa si collochi nell'infrarosso; infatti l'astro emette solamente il 13% della sua energia radiante sotto forma di luce visibile. Se l'occhio umano fosse sensibile a tutte le lunghezze d'onda dello spettro elettromagnetico, Betelgeuse sarebbe la stella più brillante del cielo e apparirebbe con una magnitudine apparente vicina a quella del pianeta Venere (−4,6).
La grande superficie radiante non è sufficiente a spiegare questa luminosità; pertanto si stima che la stella possieda una massa piuttosto elevata, che gli astronomi hanno quantificato, grazie a simulazioni computerizzate, in 15-20 masse solari. Tuttavia il limite di incertezza è ancora piuttosto elevato, tanto che alcuni astronomi non considerano remota la possibilità che la stella abbia una massa inferiore, intorno a 10-12 volte la massa del Sole.
Considerando insieme dimensioni e massa, la densità della stella risulta estremamente bassa: infatti, sebbene il volume dell'astro sia oltre 160 milioni di volte il volume del Sole, il rapporto massa-volume dà una densità media di 2-9 × 10−8 volte quella della nostra stella, una densità addirittura inferiore al miglior vuoto spinto realizzabile sulla Terra. La bassissima densità è tuttavia una caratteristica comune a tutte le supergiganti rosse.

#### Riduzione delle dimensioni

Schema che mostra la variazione di dimensioni di Betelgeuse (linee tratteggiate rosse) raffrontata con le orbite dei pianeti e dei pianeti nani del sistema solare interno (linee tratteggiate blu) e una scala che mostra la distanza in unità astronomiche (UA).

I risultati di alcuni studi, resi noti nel corso del 214º convegno dell'American Astronomical Society, hanno mostrato che Betelgeuse ha subito dal 1993 al 2009 una contrazione delle sue dimensioni che sembra essere indipendente dalla sua variabilità, pari al 15%. Infatti le indagini a lungo termine, condotte nell'infrarosso a λ=11,15 µm dall'Infrared Spatial Interferometer dell'osservatorio di Monte Wilson, hanno dimostrato che il raggio della stella si è progressivamente rimpicciolito negli ultimi sedici anni, passando da 5,6 a 4,8 UA, una riduzione pari alla distanza che separa Venere dal Sole.

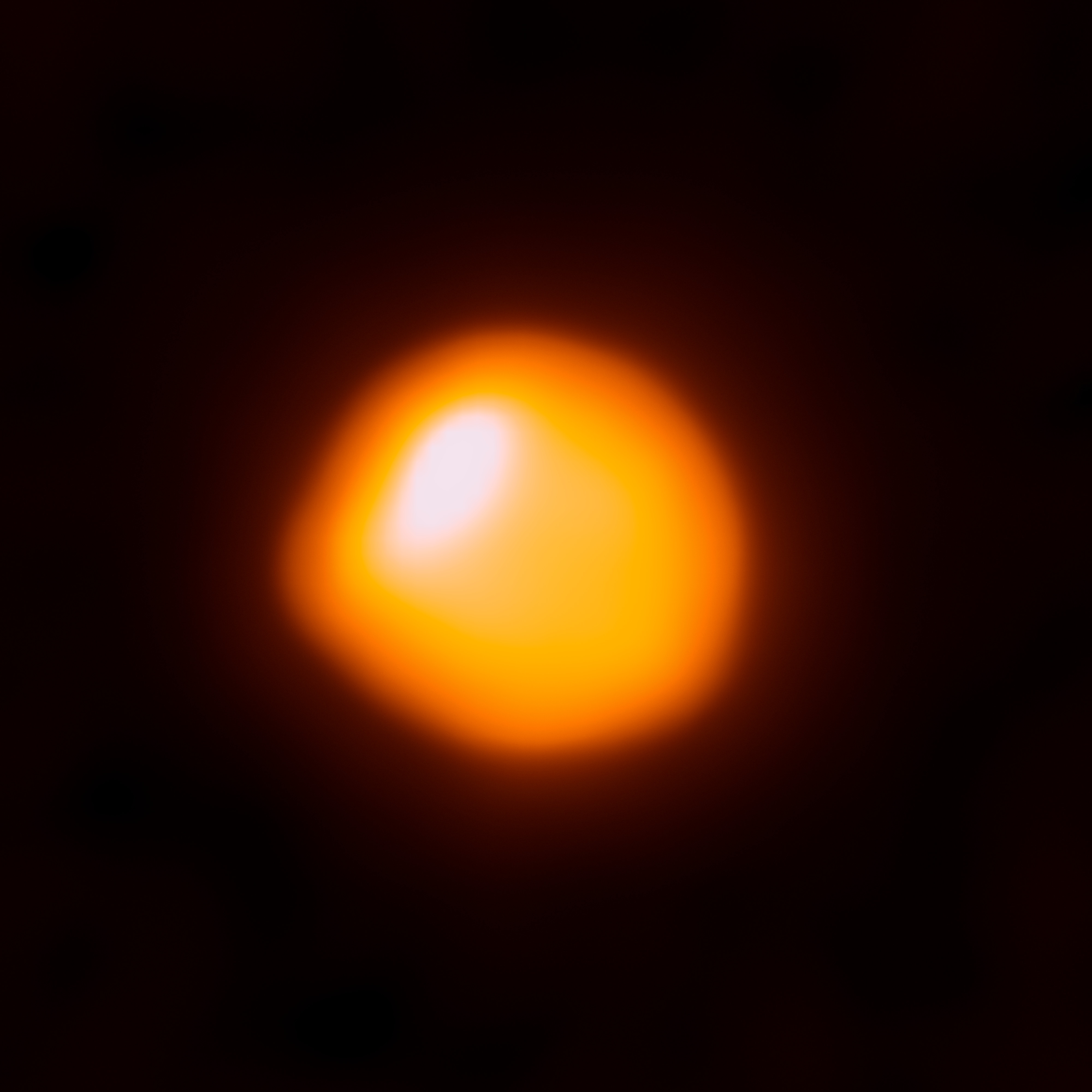
Immagine di Betelgeuse catturata da ALMA

La causa di questa contrazione è oggetto di studio. Alcuni astronomi ipotizzano che possa trattarsi di un'oscillazione dimensionale a lungo termine, dovuta a un collasso gravitazionale o a un'espulsione di materia collegata alla sua imminente esplosione in supernova. Altri invece ritengono che più semplicemente la stella, in seguito alla sua rotazione, stia ora mostrando una differente porzione della sua superficie molto irregolare.

### Fotosfera e campo magnetico

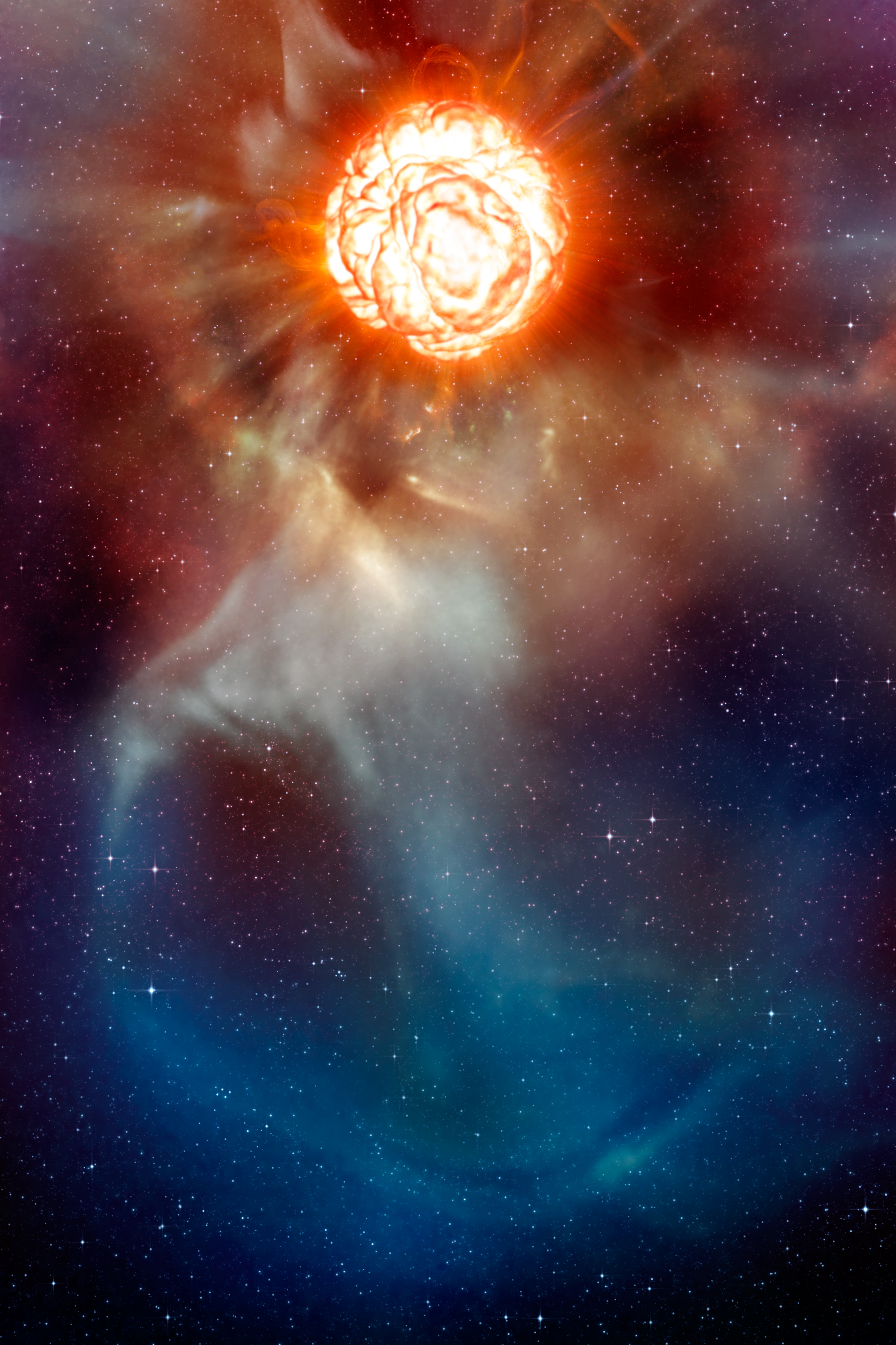
Immagine artistica di Betelgeuse, che mostra l'irregolarità della fotosfera e i getti che si dipartono dalle turbolente celle convettive atmosferiche. ESO

Betelgeuse è una tra le prime stelle, eccezion fatta per il Sole, sulla cui fotosfera, ovvero la sua superficie visibile, siano state osservate da un telescopio delle strutture attive. La scoperta è stata effettuata e puntualizzata in più tappe, dapprima grazie a campagne osservative condotte a Terra mediante l'uso di interferometri a maschera d'apertura, poi dallo spazio tramite il telescopio spaziale Hubble, quindi grazie a osservazioni ad altissima risoluzione effettuate dal Cambridge Optical Aperture Synthesis Telescope.
La fotosfera di Betelgeuse presenta un fortissimo oscuramento al bordo, associato a un aspetto piuttosto asimmetrico e irregolare; questo aspetto è attribuito alla presenza dei cosiddetti punti caldi, ovvero delle regioni a temperatura molto maggiore, anche di oltre 2000 K,  di quella delle regioni circostanti. Si ritiene che i punti caldi siano prodotti da gigantesche celle convettive distribuite in maniera disomogenea su tutta la superficie. Le osservazioni spettroscopiche mostrano delle variazioni nella velocità e nella temperatura delle celle, su un tempo di circa 400 giorni, che delineano il sistematico, ma caotico, moto di risalita e ricaduta del materiale fotosferico al loro interno. La spiegazione più plausibile di queste variazioni risiede nelle oscillazioni di breve durata che accompagnano la formazione di nuove celle convettive giganti sulla superficie della stella.
La formazione delle celle giganti sarebbe da imputarsi alla presenza del campo magnetico, che si ritiene possa essere generato da una dinamo locale a piccola scala presumibilmente simile alla dinamo solare.

### Atmosfera e metallicità
Al di sopra della fotosfera si estende una vasta atmosfera che si sviluppa a partire dalla superficie sino a oltre 34 unità astronomiche, quasi 10 volte il raggio della stella.

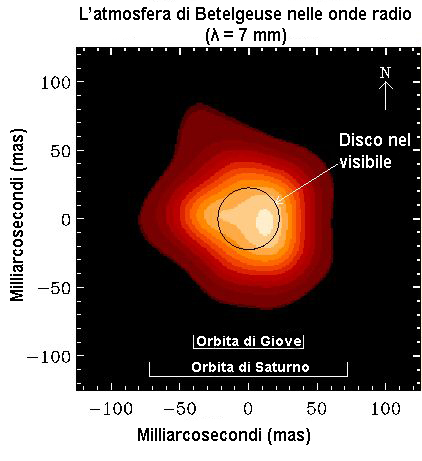
L'atmosfera di Betelgeuse vista alle onde radio.

L'atmosfera di Betelgeuse è stata studiata fondamentalmente mediante le osservazioni condotte dal VLA nelle onde radio alla lunghezza di 7 mm. Le osservazioni condotte in questa banda hanno mostrato che l'atmosfera è costituita quasi totalmente da un gas rarefatto la cui temperatura possiede un valore prossimo alla temperatura fotosferica a una distanza dalla stella pari al suo raggio e quindi tende a diminuire man mano che aumenta la distanza dalla stella. Questa tendenza è stata confermata dalle osservazioni nell'ultravioletto del telescopio Hubble che però ha riscontrato che la bassa atmosfera, la cromosfera che si estende dalla superficie della stella sino a una distanza da essa di poco inferiore al suo raggio, possiede una temperatura di gran lunga superiore, pari a 5500 ± 400 K. La ragione di questa temperatura insolitamente alta è stata imputata dagli astrofisici alla collisione tra il flusso di gas che si originerebbe dalla sommità delle celle convettive fotosferiche, da cui si dipartono dei vasti pennacchi, e il gas atmosferico; questo fenomeno sarebbe anche il principale responsabile della forte asimmetria morfologica riscontrata nelle osservazioni dell'atmosfera della supergigante. Inoltre la rilevazione delle linee di assorbimento dell'Hα ha suggerito agli astrofisici che la cromosfera abbia un'estensione piuttosto vasta e mostri delle espansioni e delle contrazioni a intervalli di tempo irregolari.
I dati raccolti dallo strumento AMBER del Very Large Telescope dell'European Southern Observatory (ESO) hanno permesso di individuare delle macroturbolenze e dei vigorosi spostamenti convettivi di gas in varie aree dell'atmosfera stellare a ridosso della fotosfera, macroturbolenze che generano delle bolle di gas di dimensioni paragonabili a quelle della stella stessa. Inoltre è stato visualizzato un esteso involucro asimmetrico, denominato MOLsphere (contrazione dell'inglese molecular sphere, sfera molecolare), che si estende a una distanza dalla stella pari a 1,4−1,5 volte il suo raggio. Al suo interno sono stare rilevate cospicue quantità di CO e CN, corroborando i risultati dell'indagine spettroscopica che ha rilevato la presenza di una certa abbondanza di carbonio, azoto e ossigeno, elementi di natura endogena che sarebbero stati nucleosintetizzati in eccesso come intermedi del ciclo CNO e poi portati in superficie dai moti convettivi degli strati interni della stella. È stata scoperta anche la presenza di un tenue inviluppo costituito da vapore acqueo, che appare piuttosto debole all'osservazione nell'infrarosso medio (λ= 5-25 µm).
I modelli fisici formulati mostrano che la stella ha una metallicità, ovvero una quantità di elementi più pesanti dell'elio, simile a quella del Sole.

### Vento stellare e nebulosità circostante

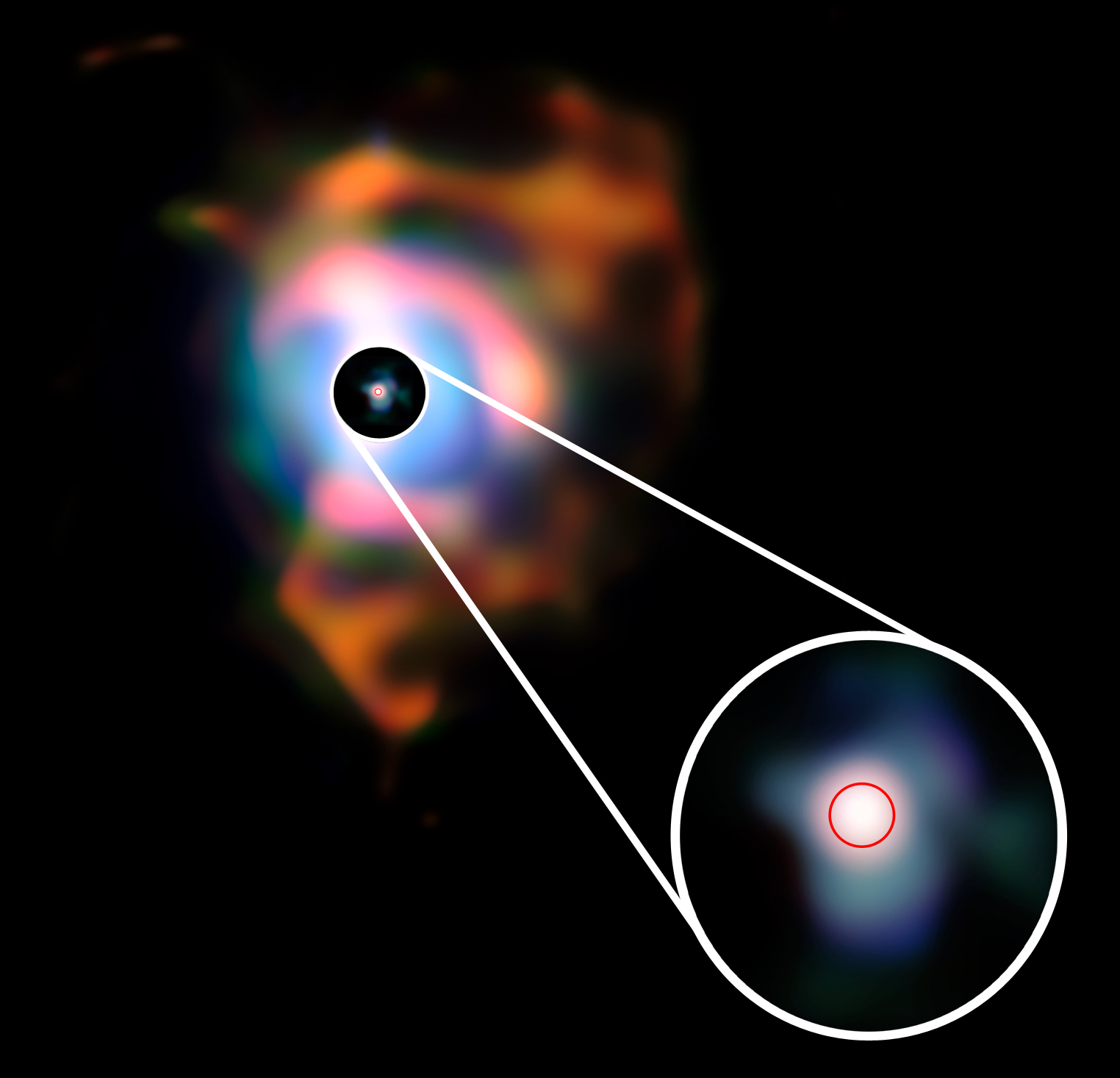
Immagine delle nebulosità che circondano Betelgeuse. Tali strutture si originano dal materiale espulso dalla stella nello spazio circostante. Nel cerchio, un'immagine di Betelgeuse (la cui superficie visibile è indicata dal cerchio rosso) ricavata a partire dai dati nell'infrarosso vicino e nel visibile raccolti dal VLT; si notano, in un colore bluastro, i pennacchi di materia che si espandono dalla sommità delle celle convettive atmosferiche. ESO

Betelgeuse è circondata da un'estesa nube di polveri e gas che essa stessa ha emesso. Queste polveri si generano all'interno della MOLsphere, dove la temperatura è sufficientemente bassa (~ 1500 K) da consentire l'aggregazione degli atomi in molecole e complessi sovramolecolari. La pressione di radiazione dovuta alla forte luminosità della stella trasporta poi questi granuli di polvere verso lo spazio circostante, dando luogo a un vento stellare dalla velocità piuttosto bassa di circa 17 km/s e conseguentemente molto polveroso. Tramite il vento la stella perde massa al ritmo molto elevato di circa 10−7–10−6 M☉ l'anno.
Le immagini ad altissima risoluzione ottenute nel visibile e nell'infrarosso vicino tramite l'ottica adattiva NACO del VLT e la tecnica del lucky imaging hanno permesso di far luce sui meccanismi alla base della perdita di massa, comune a tutte le supergiganti rosse. Infatti le immagini hanno mostrato la presenza di un vasto pennacchio di gas che si diparte dal quadrante sudoccidentale della superficie di Betelgeuse e si estende nello spazio circostante per circa sei volte il raggio della stella, pari alla distanza che separa il Sole da Nettuno. La scoperta di questo pennacchio ha evidenziato come la perdita di massa non abbia luogo omogeneamente da tutta la superficie stellare, ma da specifiche aree che coincidono con le bolle convettive giganti dell'atmosfera.

Il bow shock prodotto dalla collisione tra il vento di Betelgeuse e il mezzo interstellare. ESA

La materia espulsa dal vento va a costituire attorno alla supergigante una serie di nebulosità e anelli di polveri che presentano delle strutture piuttosto complesse e irregolari. Un primo, parziale anello di polveri si trova a una distanza dalla stella pari a tre volte il suo raggio; a circa 400 UA è presente un altro addensamento nebulare, costituito prevalentemente da polveri di alluminio e silicati e un accumulo più consistente è stato trovato a una distanza di 650 UA. A 12 000 UA di distanza si ha un ulteriore addensamento di polveri, mentre a una distanza tripla (36 000 UA) è stata riscontrata anche la presenza di una grande quantità di gas. Infine più esternamente è stata scoperta l'esistenza di un guscio di polveri che si estende sino a una distanza di circa 3,3 anni luce (~1 pc) dalla stella.
Poco oltre lo strato di polveri, a una distanza di circa 3,5 anni luce dall'astro, è stato individuato, mediante osservazioni agli infrarossi condotte dal telescopio IRAS e più recentemente dal telescopio spaziale AKARI, progettato e costruito dall'agenzia spaziale giapponese (JAXA), un bow shock che si origina dalla collisione tra il vento della stella e il mezzo interstellare circostante. Se osservata a λ = 60 µm relativamente stretta, questa formazione appare asimmetrica e orientata lungo la direzione del moto della stella; la massa complessiva della materia confinata in questa regione sembra ammontare a 0,14 M☉.

## Variabilità

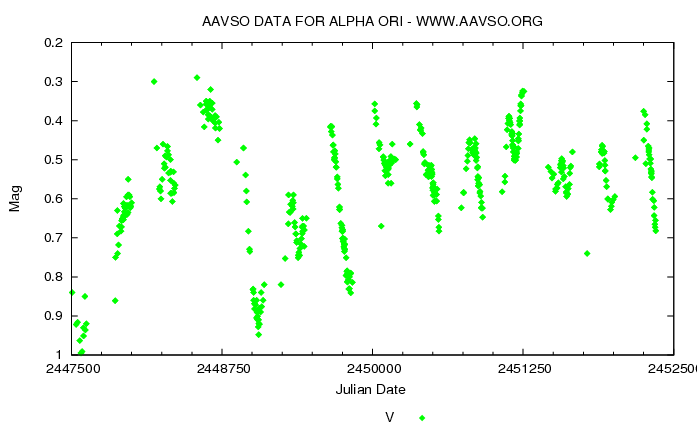
La curva di luce nella banda V di Betelgeuse ripresa nel periodo 12/1998-08/2008. AAVSO

Betelgeuse è una variabile semiregolare, un particolare tipo di variabile pulsante caratterizzato da imprevedibili e spesso elevate fluttuazioni nella luminosità con una ciclicità di qualche mese, che nel caso di Betelgeuse è tra 150 e 300 giorni, che si sovrappongono a periodi di variazione luminosa quasi regolari più estesi, in questo caso di 2070-2355 giorni ovvero circa 5,7 anni; durante questo lasso temporale la stella oscilla senza preavviso intorno alla sua magnitudine apparente media pari a 0,5, con escursioni luminose variabili da ciclo a ciclo. I dati in possesso dell'American Association of Variable Star Observers (AAVSO) mostrano che la magnitudine della stella raggiunse il minimo di 0,2, durante i massimi del 1933 e del 1942, quando arrivava a rivaleggiare con la luminosità di Rigel, mentre il massimo di 1,2, con i minimi del 1927 e del 1941, quando raggiungeva una brillantezza appena superiore a quella della vicina Bellatrix.
Le osservazioni registrate in altre epoche, in particolare quelle di John Herschel, mostrarono che in altri periodi Betelgeuse arrivò ad avere anche un intervallo di luminosità ben più ampio di quello misurato dall'AAVSO, con punte di −0,1 nel massimo del 1852 quando superò la luminosità di Rigel, e minimi di luminosità con magnitudine 1,3 e punte anche di 1,5 e 1,6.

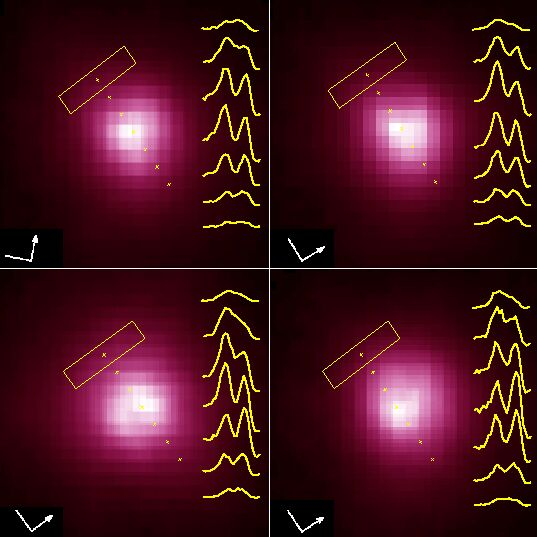
Immagine UV che mostra la pulsazione della stella lungo il ciclo di variabilità. Notare la variazione nell'aspetto del punto caldo superficiale. NASA

Dunque è una stella variabile di particolare interesse osservativo: infatti nessun'altra stella di prima grandezza mostra delle marcate variazioni di luminosità in intervalli di tempo così relativamente brevi come Betelgeuse.
I meccanismi alla base delle variazioni luminose della stella non sono stati ancora completamente chiariti, sebbene siano stati oggetto di studi intensivi; per questo motivo è stato necessario ricorrere allo sviluppo di modelli fisico-matematici che spiegassero il fenomeno osservato. Il modello più accreditato da parte degli astronomi prevede che la stella vada incontro per alcuni anni a una lenta espansione, seguita poi da una repentina contrazione degli strati più esterni, che ne provocano una variazione nella superficie radiante, nella temperatura e dunque nell'emissione luminosa.
Le supergiganti rosse manifestano delle pulsazioni per via di instabilità atmosferiche: quando la stella è più contratta, l'atmosfera assorbe una maggiore quantità dell'energia irradiata dalla fotosfera, sicché si riscalda e, in conformità alle leggi dei gas, si espande. Durante la fase di espansione, la densità dell'atmosfera diminuisce; di conseguenza l'energia luminosa l'attraversa con maggiore facilità, mentre il gas si raffredda e man mano si contrae nuovamente. Tuttavia il ciclo di pulsazioni avviene su Betelgeuse con una certa asimmetria, probabilmente dovuta al contributo dei punti caldi cromosferici.
Durante il ciclo pulsatorio, Betelgeuse varia le proprie dimensioni di oltre il 60%, passando da circa 840 a oltre 1400 R☉. Inoltre la variabilità della stella sembra esser correlata a periodi di grosse espulsioni di massa e maggior formazione di polveri, così come all'oscillazione, con un andamento secondario di 420 giorni, dei punti caldi riscontrati in superficie.

## Possibilità di un sistema multiplo
Alcune particolarità riscontrate nelle osservazioni interferometriche, in particolare l'interferometria a macchie, hanno indotto alcuni astronomi a ipotizzare la presenza di eventuali compagni stellari in orbita attorno a Betelgeuse.
Nel 1985 l'astrofisica Margarita Karovska suggerì la presenza di una possibile compagna a una distanza di 2,5 raggi stellari dalla primaria, con un periodo orbitale di 2,2 anni. Le osservazioni interferometriche da lei stessa condotte l'anno successivo avrebbero individuato la presenza di una seconda compagna, consentendo di determinare con migliore approssimazione i parametri orbitali di entrambe: la prima si troverebbe a una distanza angolare di 0,06 secondi d'arco dalla principale, con un angolo di posizione di 273°; la seconda a 0,51 secondi d'arco (circa 40-50 UA di distanza dalla primaria), con un angolo di posizione di 278°. Karovska calcolò una possibile orbita per l'ipotetica compagna più vicina: adottando un valore di 20 M☉ per la massa di Betelgeuse e 4 per la compagna, le due stelle dovrebbero orbitare attorno al comune baricentro in un periodo di 2,08 anni e disterebbero 4,7 UA l'una dall'altra. Stando alle rilevazioni, la componente minore dovrebbe essere una gigante gialla di tipo almeno G5, avente un raggio 10 volte quello del Sole; è stato anche ipotizzato un trasferimento di massa tra le due componenti, attraverso un disco di accrescimento attorno alla più piccola. La grande vicinanza di questa ipotetica stella ha indotto alcuni astronomi a ipotizzare che essa, anche se solo per una minima parte del proprio periodo orbitale, potrebbe attraversare gli strati più esterni della supergigante, non solamente la sua atmosfera; questo fenomeno sarebbe possibile per via della bassissima densità dei livelli esterni della supergigante rossa.
Le successive osservazioni non hanno confermato la presenza di questi compagni attorno alla stella; pertanto, in attesa di future scoperte che facciano luce con maggior chiarezza su tale eventualità, Betelgeuse continua a essere considerata una stella singola.

## Evoluzione e futuro di Betelgeuse
Betelgeuse si trova nelle ultime fasi della propria evoluzione: la fase di supergigante rossa, altamente instabile, è infatti il preludio all'estinzione dell'astro. Gli astronomi ritengono che Betelgeuse, per via della sua massa, durante la sua fase di sequenza principale sia stata una stella di classe B, dal tipico colore bianco-azzurro, e che sia rimasta in questa fase per almeno 8-10 milioni di anni. Conclusa questa fase di stabilità, nell'ultimo milione di anni la stella avrebbe subito una serie di collassi che ne avrebbero innescato le successive reazioni nucleari, provocandone alla fine l'espansione allo stato attuale di supergigante rossa.

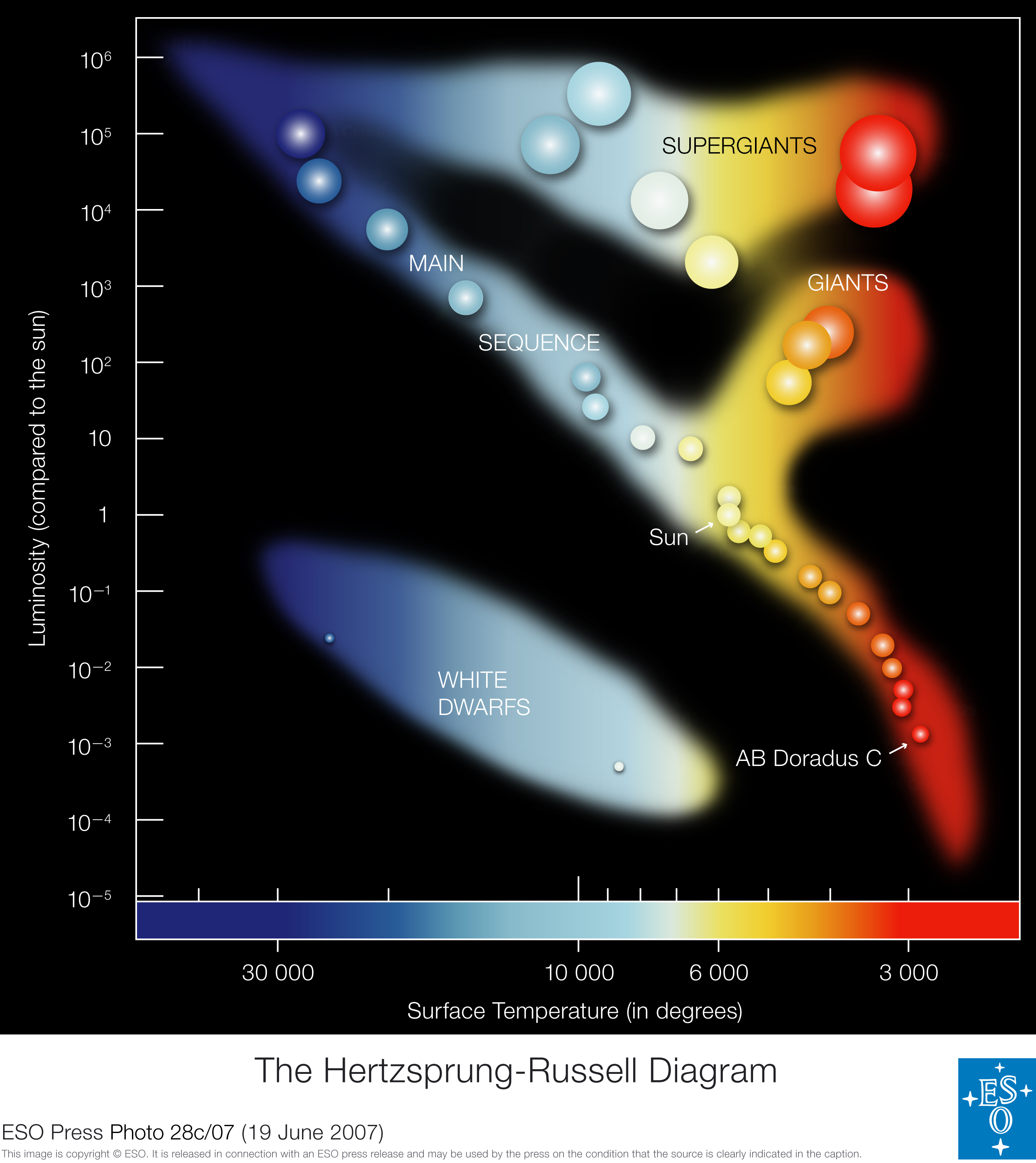
La posizione di alcune stelle notevoli nel diagramma H-R. Betelgeuse è collocata nel ramo delle supergiganti rosse.

Data la sua grande massa, gli astronomi ritengono che la stella concluderà la propria esistenza esplodendo in una brillantissima supernova di tipo II. Non si sa con esattezza quando ciò avverrà; le opinioni sono differenti. Alcuni vedono la variabilità della stella come un indizio del fatto che si trovi già nella fase di fusione del carbonio in ossigeno e neon e sia quindi a qualche migliaio di anni dalla fine. Altri rifiutano questa ipotesi, ritenendo che sarà necessario ancora qualche milione di anni prima che si verifichi l'esplosione; altri ancora non ritengono improbabile che il fenomeno possa essere già avvenuto, ma escludono che sarà visibile entro un tempo relativamente breve (su scala umana), al massimo qualche secolo.
Pur non essendo noto quando Betelgeuse diverrà una supernova, è possibile determinare tramite modelli fisico-matematici la complessa serie di eventi che precederà e seguirà l'esplosione della stella. Come modello è stata presa l'esplosione di una tipica supernova di tipo II-P, caratterizzata da una curva di luce che mostra un appiattimento (plateau) indicante un periodo in cui la luminosità diminuisce a un ritmo molto lento.
La stella si è mantenuta in vita grazie alle reazioni di fusione nucleare (nucleosintesi) all'interno del suo core, che hanno sprigionato l'energia necessaria a contrastare la forza di gravità che altrimenti avrebbe fatto collassare l'astro su se stesso. Mentre le stelle meno massicce (come il Sole), nelle fasi seguenti la sequenza principale fondono l'idrogeno in uno strato superiore al nucleo di elio e, solamente qualora la massa sia sufficiente, possono arrivare a fondere l'elio in carbonio e ossigeno, le stelle massicce, conclusa la fusione dell'elio in carbonio, raggiungono nei loro nuclei le condizioni di temperatura e pressione necessarie a far avvenire la fusione di quest'ultimo in elementi più pesanti: ossigeno, neon, silicio e zolfo.
I prodotti finali della nucleosintesi sono il nichel-56 (56Ni) e il cobalto-56 (56Co), risultato del processo di fusione del silicio. Nichel-56 e cobalto-56 decadono rapidamente in ferro-56 (56Fe), che si deposita inerte al centro della stella.

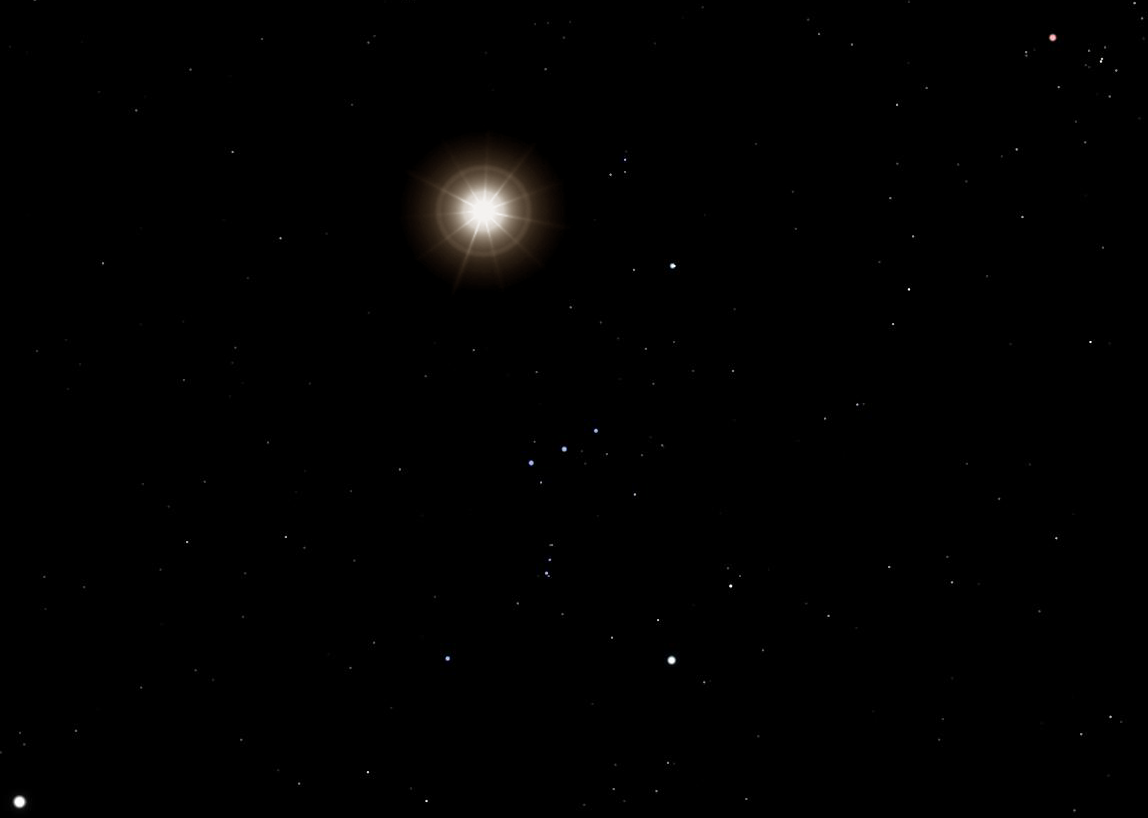
La costellazione di Orione come potrebbe apparire qualora Betelgeuse esplodesse in supernova. La stella brillante nell'angolo inferiore sinistro dell'immagine è Sirio, quella nell'angolo superiore destro è Aldebaran.

Quando il nucleo ferroso raggiunge una massa superiore al limite di Chandrasekhar, esso diviene instabile e collassa in una stella di neutroni; la formazione della stella di neutroni provoca l'emissione di un flusso di circa 1046 joule di neutrini, che impiega circa un'ora per attraversare lo strato esterno di idrogeno della stella e fuggire nello spazio circostante. Il collasso genera una serie di onde d'urto che, dopo aver impiegato circa un giorno per raggiungere la superficie stellare, ne provocano lo smembramento, dando luogo a un improvviso flash di radiazione ultravioletta di intensità pari a 100 miliardi di volte la luminosità solare. Nelle due settimane successive all'esplosione, la luminosità totale della supernova subisce inizialmente una diminuzione, per poi raggiungere la brillantezza massima, mentre il materiale espulso si espande, raffreddandosi, fino a una distanza pari a 100 UA dalla stella. A questo punto, la supernova permane in uno stato stazionario (simboleggiato dal plateau della curva di luce) per circa 2–3 mesi, durante i quali la luminosità assoluta si attesta su un valore pari a un miliardo di volte quella del Sole, mentre la temperatura efficace si mantiene sui 6000 K. Dalla distanza di 640 anni luce, Betelgeuse sarà visibile dalla Terra con una magnitudine apparente di −12, pari a quella di un quarto di Luna. In questa fase Betelgeuse risulterà visibile anche durante le ore diurne e tali condizioni perdureranno per diversi mesi, compatibilmente col tasso di diminuzione della luminosità.
Gli anni immediatamente seguenti saranno segnati dal decadimento radioattivo del cobalto-56 in ferro-56. Nel millennio successivo all'esplosione gli strati esterni che costituivano la stella si espandono sino a raggiungere i 20 anni luce di estensione, diventando sempre più freddi e rarefatti e poco luminosi; si forma così il resto di supernova, che arricchirà il mezzo interstellare circostante degli elementi pesanti prodotti dalla stella sia durante le sue ultime fasi di vita sia nel corso dell'esplosione.
Nonostante la relativa vicinanza, si ritiene che le radiazioni emesse dall'esplosione di Betelgeuse non causeranno grossi danni alla biosfera del nostro pianeta.

## Nella cultura
Per via della sua luminosità nel cielo notturno e del suo colore rosso pieno Betelgeuse ha avuto una certa influenza sulla cultura e sulla mitologia di diversi popoli antichi e moderni. Il suo intenso colore rosso le ha fruttato numerosi epiteti bellici, come la Stella Marziale, e nell'astrologia è considerata foriera di onori militari o civili.

### Etimologia e altri nomi

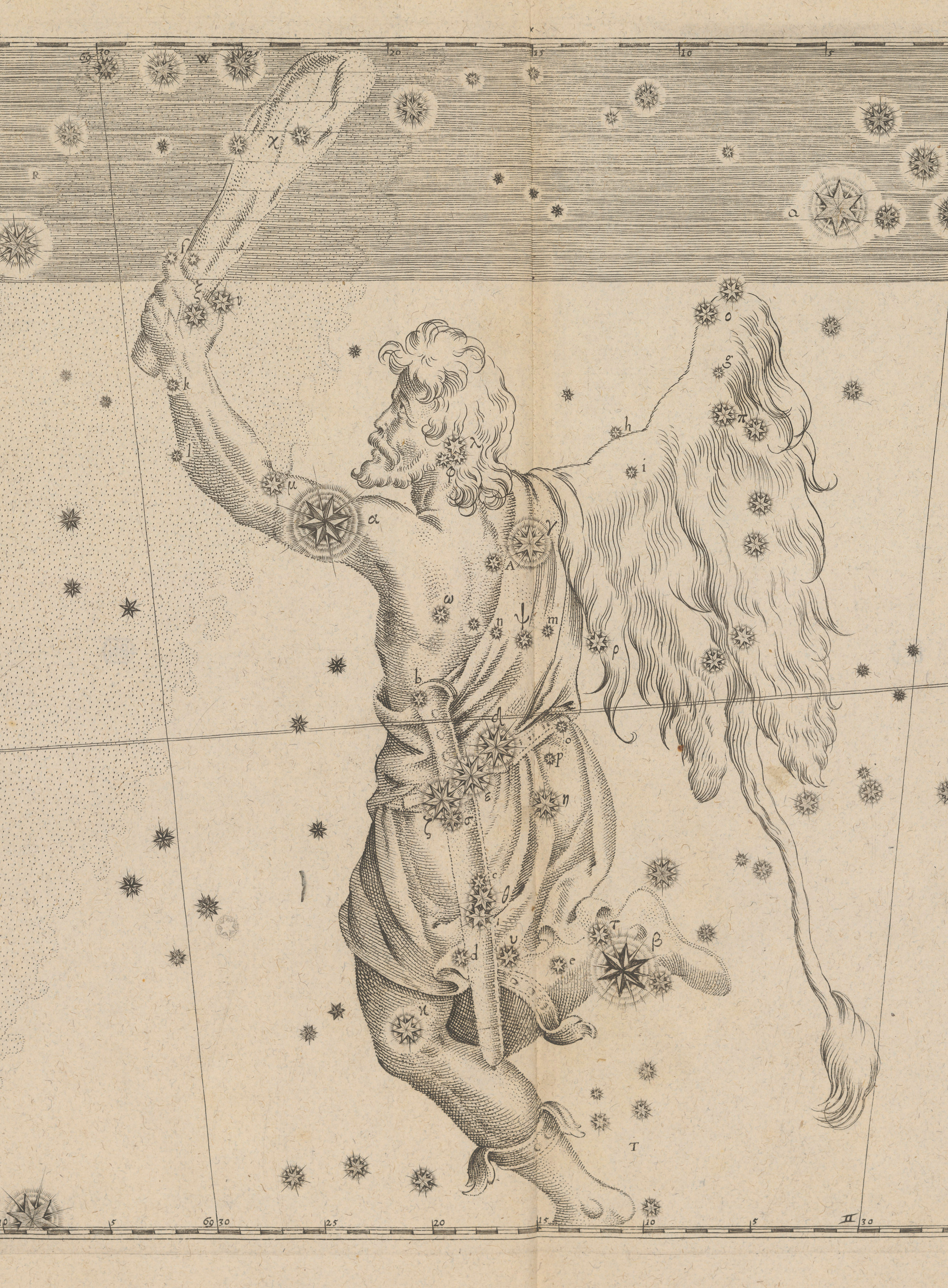
La costellazione di Orione nell'atlante Uranometria di Bayer; Betelgeuse, designata dalla lettera α, è la spalla sinistra del Cacciatore armato di clava.

Il nome Betelgeuse viene dall'arabo يد الجوزاء (Yad al-Jawzā), "la mano di al-Jawzā, tradotto come "il Gigante" e "Colui che sta al Centro": tali epiteti, con cui ci si riferiva dapprima alla vicina costellazione dei Gemelli, sono poi passati a designare la costellazione di Orione. L'esperto di nomenclatura stellare tedesco Paul Kunitzsch notò tuttavia come gli Arabi caratterizzassero la costellazione con attributi femminili; pertanto, la traduzione più consona di al-Jawzā sarebbe "Colei che sta al Centro". È oggetto di dibattito quale sia effettivamente questo "centro" cui si fa riferimento nel nome: alcuni sono propensi a ritenere che si tratti del "Centro del Cielo", dato che la costellazione di Orione giace sull'equatore celeste; altri ritengono che originariamente la costellazione o una parte di essa dovesse simboleggiare una particolare razza ovina, la quale era caratterizzata da una macchia o cintura bianca nella pelliccia nella regione addominale o comunque in una porzione centrale del corpo.
Kunitzsch ritiene che il nome attuale derivi dalla corruzione, durante l'epoca medioevale, del nome originario in بد الجوزاء Bad al-Jawzā, dovuta a un errore di traslitterazione dall'arabo al latino (Bedalgeuze) causato forse dalla confusione della lettera ي, yāʼ, che codifica il fonema /y/, con la lettera ب, bāʼ, che codifica il suono /b/; le ragioni di questo errore sarebbero da ricondurre al fatto che le due lettere, a inizio parola, sono molto simili e differiscono solo per un segno diacritico (la yāʼ ﻴ possiede due punti inferiori, mentre la bāʼ ﺒ ne possiede uno solo). Così trasformata, la perifrasi venne ad assumere il significato di "ascella di Colei che sta al Centro", sebbene più correttamente in lingua araba il termine "ascella" sia ابط Ibţ; sarebbe questo il motivo che portò nel 1899 Richard Hinckley Allen a ipotizzare, erroneamente, che fosse ابط الجوزاء Ibţ al-Jawzā il nome originario della stella.
L'errore non ricevette alcun emendamento, preservandosi e trasformandosi durante il Rinascimento in Bait al-Jawzā, da cui deriva la forma corrente.
In tedesco il nome della stella presenta un'ulteriore corruzione, dovuta all'errata interpretazione della "l" come una "i": il risultato è Beteigeuze. Nel corso del diciannovesimo e nei primi anni del XX secolo godettero di una discreta diffusione anche altre varianti del nome, come Betelgeuze o Betelgeux, ma entrambe sono state rimpiazzate da Betelgeuse, che si è affermato come grafia standard.
Altri nomi con cui la stella è nota sono:
- in arabo al-Dhirāˁ ("il braccio"), al-Mankib ("la spalla") ed al-Yad al-Yamin ("la mano destra");[92]
- in hindi Ardra;[92]
- in farsi Besn ("il braccio");[92]
- in copto Klaria ("bracciale");
- in giapponese 平家星 ("La stella del clan Heike");[94][95]
- altri nomi derivati dall'originale arabo: Bed Elgueze, Beit Algueze, Ied Algeuze e Yedelgeuse.

### Nella mitologia e nelle opere di fantasia
Non sembrano esistere leggende specifiche su Betelgeuse, forse perché gran parte della mitologia si è sviluppata più sull'intera figura di Orione che non su una sua specifica stella. È noto che l'antico nome sanscrito della stella era बहु Bahu, che significa "il Braccio"; tuttavia R. H. Allen sostiene che il nome si riferisse non a un arto umano, ma che si trattasse di una delle zampe di un'antilope predata dal vicino Mrigavyadha, il cacciatore impersonato dalla stella Sirio.

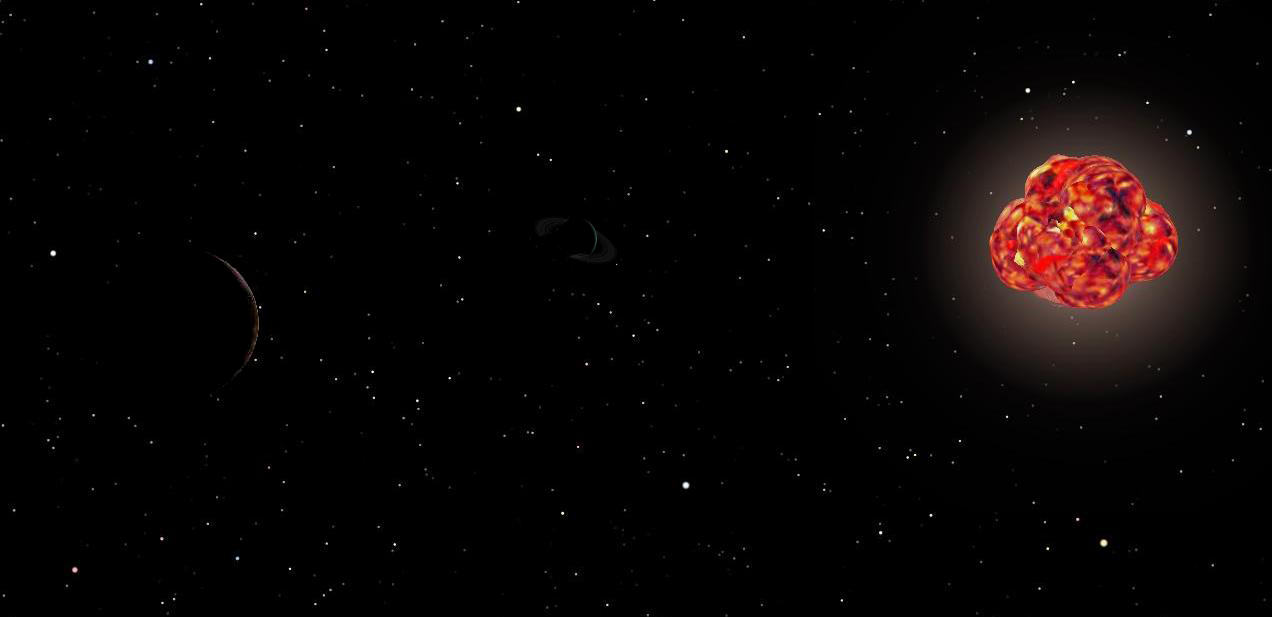
Una sottile falce del pianeta Betelgeuse II vista dalla simulazione astronomica Celestia; si nota anche il pianeta I, un gigante gassoso dotato di anelli.

Robert Burnham, Jr. nota come lo scrittore di horror-fantasy Howard Phillips Lovecraft identifichi Betelgeuse come la patria dei "Grandi Antichi", creature infinitamente sagge venerate come divinità nel Ciclo di Cthulhu, mentre gli Elfi della Terra di Mezzo dei romanzi di J. R. R. Tolkien chiamino o Betelgeuse o Aldebaran col nome Borgil, "la Stella di Fuoco".
Betelgeuse è spesso citata in racconti a carattere fantascientifico. Nella serie di romanzi Guida galattica per gli autostoppisti di Douglas Adams, Ford Prefect, uno dei personaggi, proviene da un mondo "nelle vicinanze di Betelgeuse", mentre nel romanzo Il pianeta delle scimmie Betelgeuse è la stella attorno a cui orbita il pianeta Soror, sul quale è ambientata la storia. Nella serie Star Trek, la stella è sede di un sistema planetario posto entro l'area di influenza della Federazione dei Pianeti Uniti, sul cui secondo pianeta (Betelgeuse II) vive una razza aliena piuttosto oscura, i Betelgeusiani. Dal nome della stella trae spunto anche il nome di un pianeta dell'universo di Dune di Frank Herbert: si tratta di Bela Tegeuse, il "quinto pianeta di Kuentsing".
Betelgeuse (pronunciato /ˈbiːtəldʒuːz/, come l'inglese beetle juice, "succo di scarafaggio") è anche il nome di uno spiritello mascalzone, protagonista del film Beetlejuice - Spiritello porcello di Tim Burton. Il nome dello spirito, stando a una dichiarazione dello sceneggiatore del film, Michael McDowell, deriva proprio da quello della stella.
La stella è nominata anche in numerosi manga, sia come astro principale di un sistema planetario fittizio, sia come nome dei personaggi.
In 2001 Nights si immagina l'esistenza di un pianeta terrestre orbitante attorno alla supergigante: il suo clima è caldo tropicale (ovviamente quando Betelgeuse non era una supergigante il corpo celeste doveva risultare ghiacciato), con scarsità di ossigeno nell'atmosfera e una flora che si è evoluta fino a sviluppare la capacità di proiettare nello spazio "arche" biologiche cariche di semi dirette verso pianeti abitabili in sistemi stabili. Alcuni personaggi ipotizzano anche l'esistenza di altri pianeti in passato, che sarebbero stati inglobati dalla stella durante la sua espansione.

Ne I Cavalieri dello Zodiaco, Betelgeuse è il cavaliere, mandato dal Grande Sacerdote, che scocca la freccia d'oro che raggiungerà il petto di Lady Isabel (la dea Atena), mentre i protagonisti iniziano la scalata alle Dodici Case, avventurandosi verso la Prima Casa di Ariete.
Nell gioco Planetside 2 nella fazione futuristica dei vanu, la mitragliatrice leggendaria si chiama Betelgeuse.
Nell'anime Re:Zero - Starting Life in Another World Betelgeuse Romanee-Conti o Petelgeuse Romanee-Conti (ペテルギウス・ロマネコンティ / Peterugiusu Romanekonti) è uno degli arcivescovi del Culto della Strega, colui che rappresenta il peccato dell'accidia.
In un numero del fumetto della Sergio Bonelli Editore Zagor, gli Akkroniani, una razza aliena proveniente dal sesto pianeta ruotante intorno a Betelgeuse, invadono la Terra; solo una magia indiana riesce a sconfiggerli.

### Testi generici

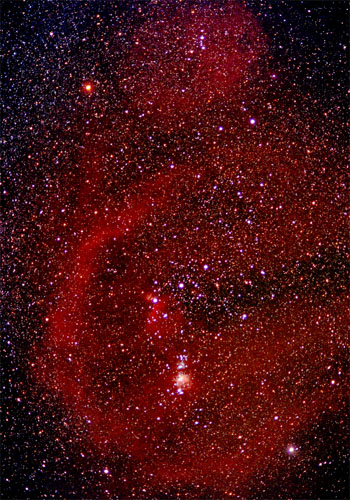
Immagine della costellazione di Orione che mostra il vasto complesso di stelle ed ammassi nebulosi che costituiscono l'associazione Orion OB1.

- (EN) E. O. Kendall, Uranography: Or, A Description of the Heavens; Designed for Academics and Schools; Accompanied by an Atlas of the Heavens, Philadelphia, Oxford University Press, 1845.
- (EN) John Gribbin, Mary Gribbin, Stardust: Supernovae and Life—The Cosmic Connection, Yale University Press, 2001, ISBN 0-300-09097-8.
- AA.VV, L'Universo - Grande enciclopedia dell'astronomia, Novara, De Agostini, 2002.
- J. Gribbin, Enciclopedia di astronomia e cosmologia, Milano, Garzanti, 2005, ISBN 88-11-50517-8.
- W. Owen et al., Atlante illustrato dell'Universo, Milano, Il Viaggiatore, 2006, ISBN 88-365-3679-4.
- J. Lindstrom, Stelle, galassie e misteri cosmici, Trieste, Editoriale Scienza, 2006, ISBN 88-7307-326-3.
- (EN) J. Craig Wheeler, Cosmic Catastrophes: Exploding Stars, Black Holes, and Mapping the Universe, 2ª ed., Cambridge University Press, 2007,  pp. 115-117, ISBN 978-1-139-46241-9.

### Sulle stelle
- (EN) Martin Schwarzschild, Structure and Evolution of the Stars, Princeton University Press, 1958, ISBN 0-691-08044-5.
- (EN) Martha Evans Martin; Donald Howard Menzel, The Friendly Stars: How to Locate and Identify Them, Dover, Courier Dover Publications, 1964,  pagine 147, ISBN 0-486-21099-5.
- R. J. Tayler, The Stars: Their Structure and Evolution, Cambridge University Press, 1994,  p. 16, ISBN 0-521-45885-4.
- (EN) David H. Levy; Janet A. Mattei, Observing Variable Stars, 2ª ed., Cambridge, Cambridge University Press, 1998,  pagine 198, ISBN 0-521-62755-9.
- (EN) Cliff Pickover, The Stars of Heaven, Oxford, Oxford University Press, 2001, ISBN 0-19-514874-6.
- A. De Blasi, Le stelle: nascita, evoluzione e morte, Bologna, CLUEB, 2002, ISBN 88-491-1832-5.
- C. Abbondi, Universo in evoluzione dalla nascita alla morte delle stelle, Sandit, 2007, ISBN 88-89150-32-7.
- (EN) Fred Schaaf, The Brightest Stars: Discovering the Universe through the Sky's Most Brilliant Stars, John Wiley & Sons, Incorporated, 2008,  pagine 288, ISBN 978-0-471-70410-2.

### Pubblicazioni scientifiche (in inglese)
- A. A. Michelson, F. G. Pease,, Measurement of the diameter of alpha Orionis with the interferometer, in Astrophysical Journal, vol. 53, 1921,  pp. 249-259, DOI:10.1086/142603. URL consultato il 20 giugno 2007.
- Leo Goldberg, The variability of alpha Orionis, in Publications of the Astronomical Society of the Pacific, vol. 96, maggio 1984,  pp. 366-371, ISSN 0004-6280. URL consultato l'11 febbraio 2009.
- M. Karovska, R. W. Noyes, F. Roddier, P. Nisenson, R. V. Stachnik, On a Possible Close Companion to αOri, in Bulletin of the American Astronomical Society, vol. 17, 1985,  p. 598. URL consultato il 1º febbraio 2009.
- M. Karovska, P. Nisenson, R. Noyes, On the alpha Orionis triple system, in Astrophysical Journal, vol. 308, 1º settembre 1986,  pp. 260-269, ISSN 0004-637X. URL consultato il 1º febbraio 2009.
- Peter G. Tuthill, Chris A. Haniff, John E. Baldwin, Hotspots on late-type supergiants, vol. 285, n. 3, 1997,  pp. 529-539.
- D. Burns et al, The surface structure and limb-darkening profile of Betelgeuse, in Monthly Notices of the Royal Astronomical Society, vol. 290, n. 1, 1997,  pp. L11–L16. URL consultato il 21 giugno 2007.
- A. Noriega-Crespo, D. van Buren, Y. Cao, R. Dgani, A Parsec-Size Bow Shock around Betelgeuse, in Astronomical Journal, vol. 114, agosto 1997,  pp. 837-840, DOI:10.1086/118517. URL consultato il 25 giugno 2009.
- H. Uitenbroek, A. K. Dupree, R. L. Gilliland, Spatially Resolved Hubble Space Telescope Spectra of the Chromosphere of α Orionis, in The Astronomical Journal, vol. 116, 1998,  pp. 2501-2512. URL consultato il 20 luglio 2007 (archiviato dall'url originale il 31 maggio 2020).
- A. Lobel, A. K. Dupree, Modeling the Variable Chromosphere of α Orionis, in The Astrophysical Journal, vol. 545, 2000,  pp. 454-474, DOI:10.1086/317784. URL consultato il 18 giugno 2009.
- J. Weiner et al, Precision Measurements of the Diameters of α Orionis and ο Ceti at 11 Microns, in The Astrophysical Journal, vol. 544, n. 2, 2000,  pp. 1097-1100, DOI:10.1086/317264. URL consultato il 27 gennaio 2021 (archiviato dall'url originale il 15 aprile 2013).
- S. A. Rinehart, Arsen R. Hajian, J. R. Houck, Yervant Terzian, Periodicities in the Ultraviolet Flux of α Orionis, in Publications of the Astronomical Society of the Pacific, vol. 112, n. 773, luglio 2000,  pp. 977-982, DOI:10.1086/316591. URL consultato il 10 febbraio 2009.
- Graham M. Harper, Alexander Brown, Jeremy Lim, A Spatially Resolved, Semiempirical Model for the Extended Atmosphere of α Orionis (M2 Iab)[collegamento interrotto], vol. 551, 20 aprile 2001,  pp. 1073-1098. URL consultato il 6 febbraio 2009.
- B. Plez, D. L. Lambert, The outer atmosphere of the M-type supergiant α Orionis: K I 7699 Å emission, in Astronomy and Astrophysics, vol. 386, 2002,  pp. 1009-1018, DOI:10.1051/0004-6361:20020363. URL consultato l'8 febbraio 2009.
- G. Perrin, S. T. Ridgway, V. Coud´e du Foresto, B. Mennesson, W. A. Traub, M.G. Lacasse, Interferometric observations of the supergiant stars α Orionis and α Herculis with FLUOR at IOTA (PDF), in Astronomy and Astrophysics, vol. 418, 4 febbraio 2004,  pp. 675-685, DOI:10.1051/0004-6361:20040052. URL consultato il 18 giugno 2009 (archiviato dall'url originale il 31 maggio 2020).
- S. B. F. Dorch, Magnetic activity in late-type giant stars: Numerical MHD simulations of non-linear dynamo action in Betelgeuse (PDF), in Astronomy and Astrophysics, vol. 423, settembre 2004,  pp. 1101-1107. URL consultato il 18 giugno 2009.
- David F. Gray, Mass Motions in the Photosphere of Betelgeuse, in The Astronomical Journal, vol. 135, n. 4, aprile 2008,  pp. 1450-1458, DOI:10.1088/0004-6256/135/4/1450. URL consultato il 3 febbraio 2009.
- C. H. Townes, E. H. Wishnow, D. D. S. Hale, B. Walp, A Systematic Change with Time in the Size of Betelgeuse, in The Astrophysical Journal Letters, vol. 697, n. 2, giugno 2009,  pp. L127-L128, DOI:10.1088/0004-637X/697/2/L127. URL consultato il 17 giugno 2009.
- K. Ohnaka, K.-H. Hofmann1, M. Benisty, et al, Spatially resolving the inhomogeneous structure of the dynamical atmosphere of Betelgeuse with VLTI/AMBER*, in Astronomy and Astrophysics, luglio 2009, DOI:10.1051/0004-6361/200912247. URL consultato il 4 agosto 2009.
- P. Kervella, T. Verhoelst, S. T. Ridgway, et al, The close circumstellar environment of Betelgeuse - Adaptive optics spectro-imaging in the near-IR with VLT/NACO, in Astronomy and Astrophysics, luglio 2009, DOI:10.1051/0004-6361/200912521. URL consultato il 4 agosto 2009.

### Carte celesti
- Toshimi Taki, Taki's 8.5 Magnitude Star Atlas, su geocities.jp, 2005. URL consultato il 7 novembre 2010 (archiviato dall'url originale il 5 novembre 2018). - Atlante celeste liberamente scaricabile in formato PDF.
- Tirion, Rappaport, Lovi, Uranometria 2000.0 - Volume I - The Northern Hemisphere to -6°, Richmond, Virginia, USA, Willmann-Bell, inc., 1987, ISBN 0-943396-14-X.
- Tirion, Sinnott, Sky Atlas 2000.0 - Second Edition, Cambridge, USA, Cambridge University Press, 1998, ISBN 0-933346-90-5.
- Tirion, The Cambridge Star Atlas 2000.0, 3ª ed., Cambridge, USA, Cambridge University Press, 2001, ISBN 0-521-80084-6.

### Voci generiche

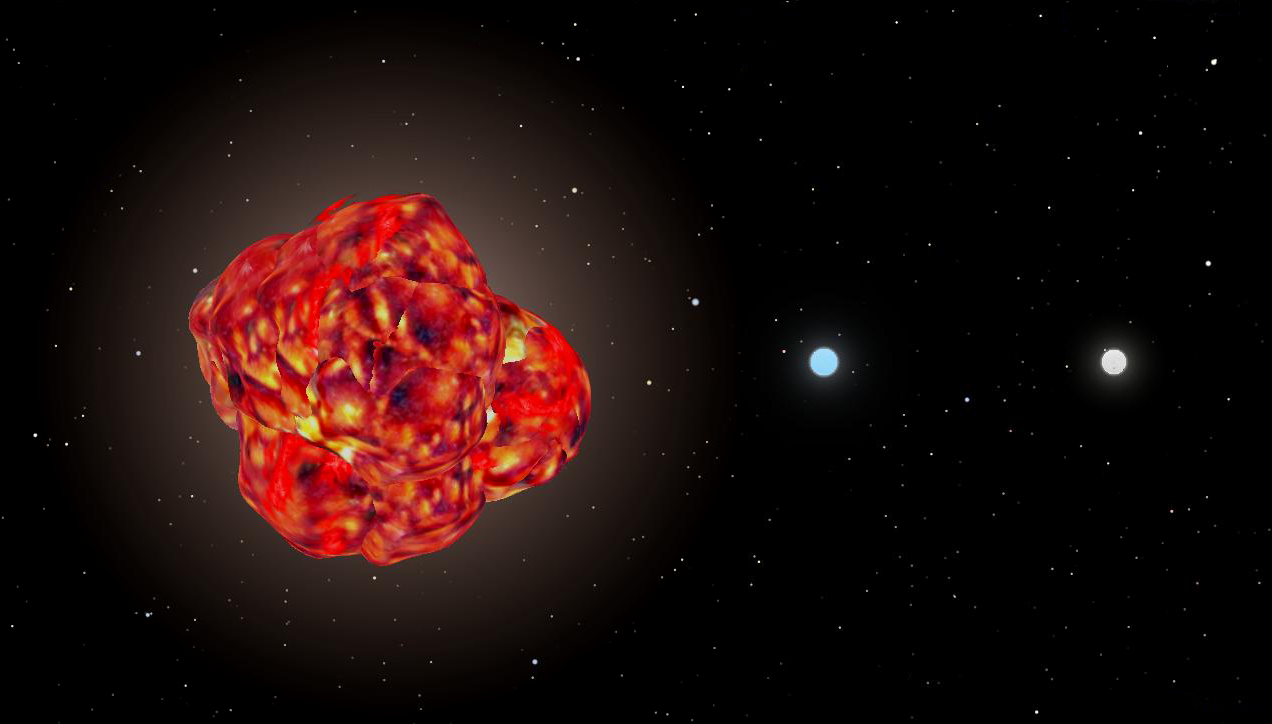
Raffronto tra le dimensioni di tre supergiganti viste dalla distanza di 35 UA: Betelgeuse (rossa), Rigel (blu) e Canopo (gialla). Celestia

- Associazione Orion OB1
- Braccio di Orione

- Orione (costellazione)
- Stella
- Supergigante rossa
- Supernova di tipo II

### Stelle simili
- Antares
- μ Cephei

### Liste
- Stelle più brillanti del cielo notturno osservabile
- Lista delle stelle più grandi conosciute
- Lista delle stelle più luminose conosciute
- Lista di stelle
- Stelle principali della costellazione di Orione